# Kristen Edmonds
Kristen Nicole Edmonds (* 22. Mai 1987 in Metuchen, New Jersey) ist eine US-amerikanische Fußballspielerin, die seit der Saison 2016 für den NWSL-Teilnehmer Orlando Pride spielt.

## Karriere

### Vereine
Edmonds begann ihre Karriere im Jahr 2005 beim W-League-Teilnehmer New Jersey Wildcats, zu deren Meisterschaft sie zwei Tore in vier Spielen beitrug. Nach Beendigung ihres Studiums an der Rutgers University im Jahr 2009 wechselte sie zu den Hudson Valley Quickstrike Lady Blues und zwei Jahre später weiter zum isländischen Erstligisten UMF Stjarnan, mit dem sie die Meisterschaft in der Pepsideild kvenna gewann. Nach einer kurzen Rückkehr zu den New Jersey Wildcats im Sommer 2012 schloss sich Edmonds zu Jahresbeginn 2013 dem russischen Erstligisten und Champions-League-Teilnehmer FK Rossijanka an, für den sie auch in der Hinrunde der Saison 2013/14 auflief. Anfang 2014 wechselte sie zurück in die USA zu den Western New York Flash. Von hier aus wurde sie zur Saison 2016 zu Orlando Pride getradet, wo eine lange Zeit verblieb und nach dem Saisonende 2020 erneut getradet wurde. Diesmal war ihr neues Franchise Kansas City, welches sie über zwei Spielzeiten begleitete. Seit der Saison 2023 steht sie beim NJ/NY Gotham FC unter Vertrag.

### Nationalmannschaft
Ende Oktober 2016 wurde Edmonds erstmals in den Kader der US-amerikanischen A-Nationalmannschaft berufen, kam jedoch in beiden Testspielen gegen Rumänien nicht zum Einsatz.

## Erfolge
- 2005: W-League-Meisterschaft (New Jersey Wildcats)
- 2011: Isländische Meisterschaft (UMF Stjarnan)